# سان سيكوندو بارمينزي
سان سيكوندو بارمينزي (بالإيطالية: San Secondo Parmense)‏ هي بلدية في مقاطعة بارما في إقليم إميليا رومانيا الإيطالي.

## السكان
في سنة 1861 بلغ عدد السكان 5٬011 نسمة، وتطور العدد ليصل في سنة 2011 لـ 5٬519 نسمة.
يظهر هذا المخطط البياني تطور النمو السكاني لـ سان سيكوندو بارمينزي

## أعلام
- ألبرتا بريانتي